# 聯詠科技
聯詠科技股份有限公司（英語：Novatek Microelectronics Corp.），是台灣一家無廠半導體IC設計公司與上市公司，屬於聯華電子集團的成員之一，成立於1997年，總公司設在新竹科學工業園區。創立初期以電腦周邊晶片為主，其後重心轉向液晶顯示器驅動IC及系統單晶片等顯示技術、影像處理。2020年營收全球排名前十大之IC設計公司，顯示器驅動IC領域市占率居世界第一。

## 歷史
聯詠科技股份有限公司在1997年5月成立於新竹科學工業園區，原為聯華電子設計部門之一的商用產品事業部。2001年於臺灣證券交易所正式掛牌上市。2003年起先後在在中國大陸、日本等地成立子公司。帶領一百二十餘人成立聯詠科技的董事長何泰舜畢業於國立交通大學電子工程系及國立清華大學電機工程研究所。
聯詠科技初期主要產品為電腦周邊晶片組，1999年決心跨足液晶面板驅動IC市場，2000年後轉向液晶顯示器驅動IC及系統單晶片，曾是鍵盤與滑鼠控制器的全球最大供應商。
聯詠於2006年獲評選為連續五年企業經營績效綜合指標（營收淨額、營收成長率、稅後純益、純益率、淨值報酬率、資產報酬率、每一員工銷貨額、生產力指標等8項財務指標）均列名前100名的五家「台灣績效長青企業」之一，被視為最穩健的投資標的之一。2007年底宣佈併購華邦電子轉投資的其樂達科技，從驅動IC跨足其樂達在機上盒、數位相框、DVD播放機等消費性產品線。2013年，因營收長紅而分享利潤，於每位員工新臺幣1萬5千元至2萬元不等的旅遊基金外再加發新臺幣2萬元的旅遊金給全公司1400位員工。2015年的簽約金和分紅及績效獎金等薪資結構已直逼IC設計龍頭廠聯發科的水準，每股所配發現金股息亦創下歷史新高紀錄。